# Meret (divinità)
(Dal coperchio del sarcofago di Uennefer)

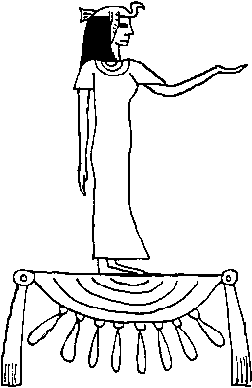
Meret nella copia di un graffito presente a Giza (ASAE 71).

Meret (o Mert) è una divinità egizia appartenente alla religione dell'antico Egitto. Era associata alla gioia, al canto e alla danza, e si riteneva che con la sua musica e le sue movenze partecipasse alla stabilità dell'ordine cosmico.

## Caratteristiche
Meret era spesso considerata la controparte femminile del dio Hapy, il dio del Nilo. Il suo nome potrebbe riferirsi a questa sua posizione: infatti, significa solamente "la Amata". In quanto paredra di Hapy, era generalmente raffigurata con i medesimi attributi del dio, con il capo sormontato da fiori di loto o da piante di papiro, rispettivamente piante araldiche dell'Alto e del Basso Egitto. Dal momento che Hapy era considerato il dio dell'abbondanza, Meret poteva essere raffigurata con un bacile pieno di offerte: era vista come il simbolico "recipiente" della generosità di Hapy. 
Fra i ceti più poveri, dove il prestigio dello Stato era avvertito come secondaria rispetto a un buon raccolto, Meret era di gran lunga più venerata come sposa del generoso dio Hapy che non come patrona dell'Alto e Basso Egitto. In quanto divinità strettamente associata alla raccolta dei prodotti della terra, frutto delle inondazioni del Nilo, Meret era considerata una divinità gioiosa, legata al canto e alla danza. In senso lato, Meret era anche appellata "Signora del tesoro" e rappresentata, come geroglifico, nel termine che designava l'oro.

Secondo una credenza più tarda, attestatasi nel "Libro delle Porte", Meret sarebbe stata la dea dell'ottava ora della notte. Poteva essere associata a Mut.

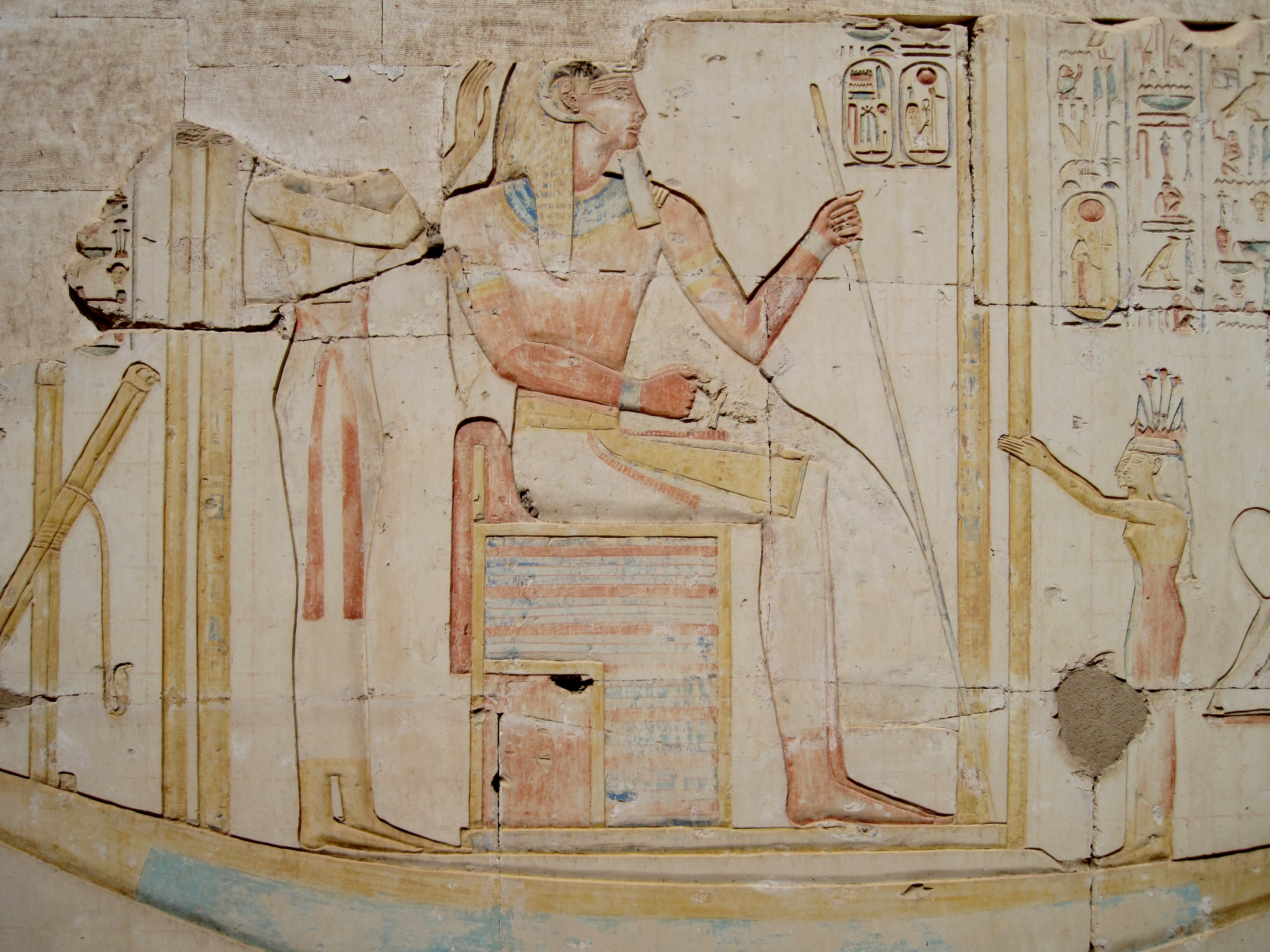
Rilievo raffigurante Ramses II, con le corna d'ariete del dio Amon sul copricapo nemes, assiso su una barca sacra fra gli ossequi delle divinità; di fronte a lui, in dimensioni ridotte, è una rara immagine della dea Meret. Tempio di Ramses II ad Egitto.
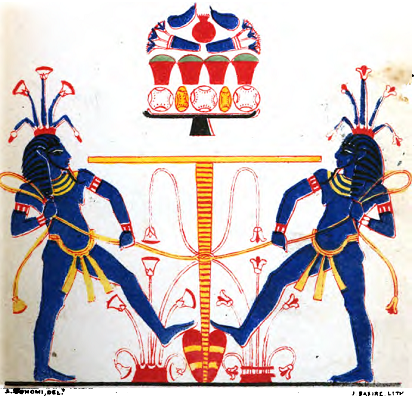
Il dio Hapy, sposo di Meret, in due figure affrontate, intento a intrecciare il loto e il papiro (Sema-tauy), simbolo dell'unione delle Due Terre.
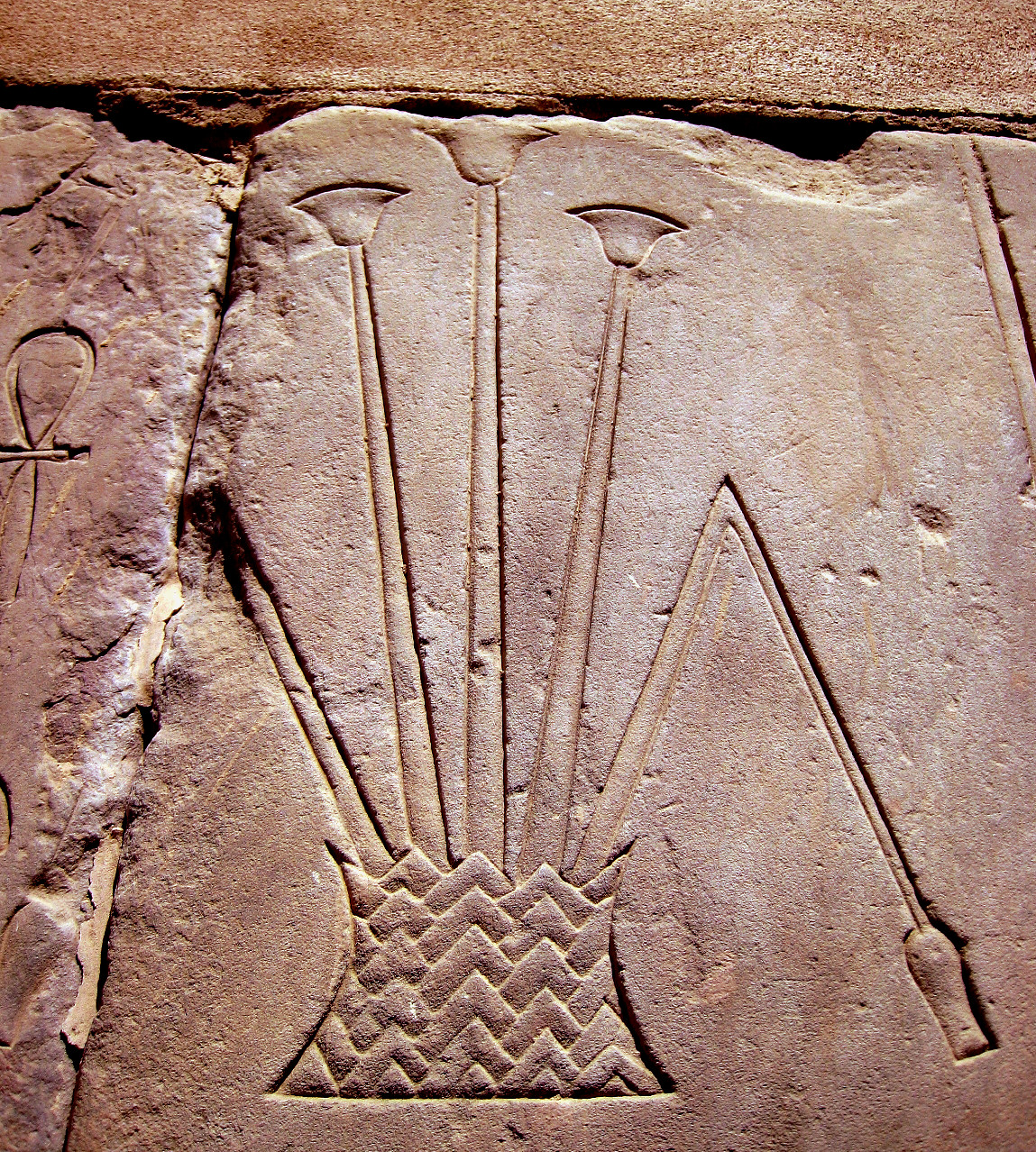
Un cesto con piante di papiro, attributo di Meret e Hapy.